# Pavel Čong Ha-sang
Svatý Pavel Čong Ha-sang (korejsky 정하상 바오로) byl korejský křesťanský aktivista a mučedník.

## Rodina
Křesťanské učení se dostalo do Koreje v 18. století prostřednictvím katolických knih přivezených z Číny. Je pozoruhodné, že počátky katolické církve v Koreji nebyly dílem cizích misionářů s kněžským svěcením, ale výsledkem intelektuálního úsilí domácích laiků, kteří na základě studia křesťanských textů se nadchli pro evangelium. K nim patřil i Pavlův otec Augustin Čong Jak-čong, který byl autorem prvního katolického katechismu v korejštině. V roce 1801 byl kvůli svému vyznání uvězněn.

## Život
Syn Pavel odešel do Soulu, aby pracoval pro tamní katolickou komunitu. Poznal, že církev potřebuje ke svému dalšímu rozvoji kněze. Rozhodl se odcestovat do Číny, aby odtamtud přivedl misionáře. Záměr se mu podařil, takže jeho zásluhou v roce 1836 přišli tajně do země francouzští misionáři.
Korejskou křesťanskou komunitu postihlo několik vln krvavého pronásledování; nejvíce v letech 1839, 1846 a 1866. Násilnou smrtí zemřelo mnoho křesťanů mezi nimi také Pavel Čong Ha-sang. Spolu s matkou a sestrou byl sťat 22. září 1839 v Soulu.